# Aero A-23
De Aero A-23 (ook bekend als A.23) is een Tsjechoslowaaks dubbeldekkerpassagiersvliegtuig gebouwd door Aero. Het voorgaande passagiersvliegtuig van Aero, de A-10, was grotendeels gelijk aan militaire vliegtuigen uit de Eerste Wereldoorlog. De A-23 is in 1925 ontworpen en was voor zijn tijd relatief modern. Toch zat de piloot nog steeds in een open cockpit boven de passagiers cabine. Zeven toestellen vlogen voor ČSA de L-BAAA tot en met L-BAAG. Ze vlogen op de lijnen Praag-Mariánské Lázně en Praag-Oezjhorod tussen 1926 en 1936.

## Specificaties
- Bemanning: 1
- Capaciteit: 8 passagiers
- Lengte: 12,6 m
- Spanwijdte: 16,7 m
- Vleugeloppervlak: 67 m2
- Leeggewicht: 1 860 kg
- Volgewicht: 3 150 kg
- Motor: 1× een door Walter gebouwde Bristol Jupiter IV stermotor, 340 kW (450 pk)
- Maximumsnelheid: 185 km/h
- Plafond: 5 500 m

## Gebruikers
- Tsjechoslowakije
  - ČSA

### Voorganger
- Aero A-10

### Opvolgers
- Aero A-35
- Aero A-38